# Caesar 3
Caesar III ist ein Aufbauspiel, das von Impressions Games entwickelt und von Sierra on-line im Oktober 1998 für Microsoft Windows und Mac OS veröffentlicht wurde. Es ist der dritte Teil der Caesar-Reihe und Teil der City Building Series von Sierra. Im Jahr 2016 wurde ein Remaster des Spiels auf Steam veröffentlicht, das Windows 10 unterstützt.

## Spielprinzip
Spieler übernehmen die Rolle eines Provinzgouverneurs, um blühende Städte im gesamten Römischen Reich zu errichten, in denen sie sicherstellen müssen, dass die Bedürfnisse ihrer Bürger erfüllt werden, und sich mit verschiedenen Katastrophen, wütenden Göttern und feindlichen Armeen auseinandersetzen müssen.

## Open Source
Mit Julius existiert eine freie und quelloffene Reimplementierung der Spiele-Engine, welche die Originalspieldateien benötigt und das Spiel unter anderem auf Linux portiert. Die Abspaltung Augustus geht über das Ziel der Kompatibilität mit dem Original hinaus und erweitert das Gameplay.

## Rezeption
Caesar III besäße eine steile Lernkurve, bleibe aber leicht zu bedienen und durchschauen, jedoch schwer zu beherrschen. Es bleibe bei aller Komplexität stets übersichtlich. Die Spieltiefe läge auf dem Niveau von Anno 1602. PC Joker bewertete das Spiel bewusst niedriger als den Vorgänger Caesar 2, da das Spielprinzip bereits aus Teil 2 und anderen Genrevertretern bekannt sei und auf einen Mehrspielermodus verzichtet wurde. Das römische SimCity sei abwechslungsreicher. Karrieremodus, Szenarien, Handel und militärische Aspekte heben es vom Vorbild ab. Der Wuselfaktor der Einwohner erinnere an Die Siedler. Das Spiel besteche durch hohe Langzeitmotivation, sei aber in Hinblick auf Grafik technisch nicht mehr aktuell. Die Animationen im Kampf seien nicht so liebevoll und geschmeidig wie Age of Empires. Dennoch handele es sich um eine stimmige Kombination von Komplexität und spielerischem Vergnügen, das sich nicht in banalen Nebentätigkeiten verliere. Die Steuerung in logisch strukturierten Menüs sei präzise. Die Musik hingegen wirke penetrant. Caesar 3 sei anspruchsvoll. Es gäbe keinen leichten Schwierigkeitsgrad. Einsteiger haben daher bei dem komplexen Spielkonzept mit seinen zahlreichen Optionen zunächst Schwierigkeiten. Die Karte sei nicht zoombar oder frei schwenkbar. Komfortabel sei die Undo-Funktion. Spielprinzip, Balance, Kampfmodus, Grafiken und Komplexität mache das Spiel zu einem gelungenen Gesamtkunstwerk.
Für über 100.000 verkaufte Exemplare im deutschsprachigen Raum wurde der VUD Award in Gold verliehen.